# حسن ناصر
حسن ناصر، لاعب كرة قدم كويتي سابق.
و قد كان يلعب نادي العربي الكويتي، وقد سجل هدف في نهائي كأس الأمير 1965/1966.
و هو أكثر كابتن يتسلم كأس الأمير، حيث فاز فيه 4 مرات.